# Joop Uittenbogaard
Joseph Dirk (Joop) Uittenbogaard (Rotterdam, 8 augustus 1916 - Eindhoven, 4 mei 2010) was een Nederlandse kunstschilder.
Sinds zijn komst in de provincie Limburg rond 1940 was hij actief als kunstschilder in Mook. Uittenbogaard was een autodidact. Zowel in zijn schilderijen als aquarellen was het ongerepte landschap sterk aanwezig. Hij werkte veel met de kunstschilders Dorus Arts en Toon Heymans.
Uittenbogaard werd ook wel 'de laatste van de Plasmolense schilders' genoemd. Hij was de laatst overgebleven kunstenaar uit de hechte kunstenaarskring van De Plasmolense Kunstenaars, waartoe ook Jacques van Mourik en Gerard Cox behoorden.
Uittenbogaard heeft vrij weinig geëxposeerd maar zijn werk is wel over de hele wereld verspreid geraakt.
Een ver familielid heeft een artpage op facebook met werken van Joop Uittenbogaard. https://facebook.com/jduittenbogaard

## Exposities
- 1946: Frans Halsmuseum Haarlem
- 1946: Stedelijk Gymnasium Nijmegen
- 1950: Gemeentehuis Mook
- 1974: Kult. Kreatief Centrum Plasmolen
- 1981: Galerie Polman Malden
- 1987: Galerie Polman Malden
- 1990: Gemeentehuis Mook
- 1993: .. Bergen
- 1996: LSK Milsbeek
- 2002: Gemeentehuis Mook
- 2007: Gemeentehuis Mook

Daarnaast zijn er enkele exposities in België, Frankrijk en Duitsland geweest.
Voor meer informatie: http://www.stichtingjacquesvanmourik.nl/joopuittenbogaard.html